# Conisternum tinctinerve
Conisternum tinctinerve är en tvåvingeart som beskrevs av Becker 1894. Conisternum tinctinerve ingår i släktet Conisternum, och familjen kolvflugor. Arten är reproducerande i Sverige.